# Liste von Vulkanen in Papua-Neuguinea
Dies ist eine Liste von Vulkanen in Papua-Neuguinea, die während des Quartärs mindestens einmal aktiv waren.
| Bild            | Name                | Insel, Inselgruppe                                     | Provinz            | Vulkantyp                    | Letzte Eruption           | Höhe [m] | Geokoordinaten                |
| --------------- | ------------------- | ------------------------------------------------------ | ------------------ | ---------------------------- | ------------------------- | -------- | ----------------------------- |
|                 | Ambitle             | Ambitle, Feni-Inseln, Bismarck-Archipel                | New Ireland        | Schichtvulkan                | 350 v. Chr. ± 100 Jahre   | 450      | 04° 05′ 00″ S, 153° 39′ 00″ O |
|                 | Bagana              | Bougainville, Salomon-Inseln                           | Bougainville       | Lavakegel                    | 2010                      | 1750     | 06° 08′ 24″ S, 155° 11′ 42″ O |
|                 | Mount Balbi         | Bougainville, Salomon-Inseln                           | Bougainville       | Schichtvulkan                | unbekannt                 | 2715     | 05° 55′ 00″ S, 154° 59′ 00″ O |
|                 | Baluan              | Baluan, Admiralitätsinseln, Bismarck-Archipel          | Manus              | Schichtvulkan                | unbekannt                 | 254      | 02° 34′ 00″ S, 147° 17′ 00″ O |
|                 |                     | Bam, Le-Maire-Inseln, Bismarck-Archipel                | East Sepik         | Schichtvulkan                | 1960                      | 685      | 03° 36′ 45″ S, 144° 49′ 06″ O |
| Bild gesucht BW | Bamus               | Neubritannien, Bismarck-Archipel                       | East New Britain   | Schichtvulkan                | 1886 ± 8 Jahre            | 2248     | 05° 12′ 00″ S, 151° 14′ 00″ O |
|                 | Billy Mitchell      | Bougainville, Salomon-Inseln                           | Bougainville       | Pyroklastischer Schildvulkan | 1580 ± 20 Jahre           | 1544     | 06° 05′ 30″ S, 155° 13′ 30″ O |
| Bild gesucht BW |                     | Blup Blup, Le-Maire-Inseln, Bismarck-Archipel          | East Sepik         | Schichtvulkan                | unbekannt                 | 402      | 03° 30′ 24″ S, 144° 36′ 18″ O |
| Bild gesucht BW |                     | Boisa (Aris), Bismarck-Archipel                        | Madang             | Schichtvulkan                | unbekannt                 | 240      | 03° 59′ 40″ S, 144° 57′ 48″ O |
|                 | Bola                | Neubritannien, Bismarck-Archipel                       | West New Britain   | Schichtvulkan                | unbekannt                 | 1155     | 05° 09′ 00″ S, 150° 02′ 00″ O |
|                 | Mount Bosavi        | Neuguinea                                              | Southern Highlands | Caldera                      | 0,5 Ma BP                 | 2507     | 06° 35′ 40″ S, 142° 51′ 23″ O |
| Bild gesucht BW | Crater Mountain     | Neuguinea                                              | Eastern Highlands  | Schichtvulkan                | unbekannt                 | 3233     | 06° 35′ 00″ S, 145° 05′ 00″ O |
| Bild gesucht BW | Dakataua            | Neubritannien, Bismarck-Archipel                       | West New Britain   | Caldera                      | 1895 ± 5 Jahre            | 400      | 05° 03′ 20″ S, 150° 06′ 30″ O |
| Bild gesucht BW | Dobu                | D’Entrecasteaux-Inseln                                 | Milne Bay          | Schichtvulkan                | unbekannt                 | 284      | 09° 45′ 22″ S, 150° 51′ 52″ O |
| Bild gesucht BW | Doma Peaks          | Neuguinea                                              | Southern Highlands | Schichtvulkan                | unbekannt                 | 3568     | 05° 54′ 00″ S, 143° 09′ 00″ O |
|                 |                     | Duportail (Lolobau), Bismarck-Archipel                 | East New Britain   | Caldera                      | 1912                      | 858      | 04° 55′ 00″ S, 151° 09′ 30″ O |
|                 | Garbuna-Gruppe      | Neubritannien, Bismarck-Archipel                       | West New Britain   | Schichtvulkane               | 2008                      | 564      | 05° 27′ 00″ S, 150° 02′ 00″ O |
|                 |                     | Garove, Vitu-Inseln, Bismarck-Archipel                 | West New Britain   | Schichtvulkan                | unbekannt                 | 368      | 04° 41′ 30″ S, 149° 30′ 00″ O |
| Bild gesucht BW | Garua (Talasea)     | Neubritannien/Garua, Bismarck-Archipel                 | West New Britain   | Vulkanfeld                   | unbekannt                 | 565      | 05° 18′ 00″ S, 150° 04′ 00″ O |
|                 | Mount Giluwe        | Neuguinea                                              | Southern Highlands | Schildvulkan                 | 220 ka BP                 | 4368     | 06° 02′ 20″ S, 143° 53′ 10″ O |
|                 |                     | Goodenough-Insel, D’Entrecasteaux-Inseln               | Milne Bay          | Vulkanfeld                   | unbekannt                 | 2566     | 09° 29′ 00″ S, 150° 21′ 00″ O |
| Bild gesucht BW | Hargy               | Neubritannien, Bismarck-Archipel                       | East New Britain   | Schichtvulkan                | ca. 950 n. Chr.           | 1148     | 05° 20′ 00″ S, 151° 06′ 00″ O |
| Bild gesucht BW | Hydrographers Range | Neuguinea                                              | Oro                | Schichtvulkan                | unbekannt                 | 1915     | 09° 00′ 00″ S, 148° 22′ 00″ O |
|                 | Iamalele-Fagululu   | Fergusson-Insel, D’Entrecasteaux-Inseln                | Milne Bay          | Vulkanfeld                   | unbekannt                 | 200      | 09° 31′ 00″ S, 150° 32′ 00″ O |
| Bild gesucht BW |                     | Kadovar, Le-Maire-Inseln, Bismarck-Archipel            | East Sepik         | Schichtvulkan                | Januar 2018               | 365      | 03° 37′ 48″ S, 144° 37′ 50″ O |
|                 |                     | Karkar, Bismarck-Archipel                              | Madang             | Schichtvulkan                | 1979                      | 1839     | 04° 38′ 55″ S, 145° 57′ 50″ O |
| Bild gesucht BW | Koranga             | Neuguinea                                              | Morobe             | Maar                         | unbekannt                 | 1500     | 07° 20′ 00″ S, 146° 42′ 30″ O |
|                 | Lamington           | Neuguinea                                              | Oro                | Schichtvulkan                | 1956                      | 1680     | 08° 56′ 17″ S, 148° 09′ 58″ O |
| Bild gesucht BW | Lamonai             | Fergusson-Insel, D’Entrecasteaux-Inseln                | Milne Bay          | Schichtvulkan                | unbekannt                 | 500      | 09° 37′ 00″ S, 150° 53′ 00″ O |
|                 | Langila             | Neubritannien, Bismarck-Archipel                       | West New Britain   | Komplexer Vulkan             | 2009                      | 1330     | 05° 31′ 30″ S, 148° 25′ 00″ O |
|                 | Lolo                | Neubritannien, Bismarck-Archipel                       | West New Britain   | Schichtvulkan                | unbekannt                 | 805      | 05° 28′ 05″ S, 150° 30′ 25″ O |
| Bild gesucht BW | Loloru              | Bougainville, Salomon-Inseln                           | Bougainville       | Pyroklastischer Schildvulkan | ca. 1050 v. Chr.          | 1887     | 06° 31′ 00″ S, 155° 37′ 00″ O |
|                 |                     | Long Island, Bismarck-Archipel                         | Madang             | Komplexer Vulkan             | 1993                      | 1280     | 05° 21′ 30″ S, 147° 07′ 00″ O |
| Bild gesucht BW | Madilogo            | Neuguinea                                              | Central Province   | Pyroklastischer Kegel        | unbekannt                 | 850      | 09° 12′ 00″ S, 147° 34′ 00″ O |
| Bild gesucht BW | Managlase-Plateau   | Neuguinea                                              | Oro                | Vulkanfeld                   | unbekannt                 | 1342     | 09° 05′ 00″ S, 148° 20′ 00″ O |
|                 |                     | Manam, Bismarck-Archipel                               | Madang             | Schichtvulkan                | 2010                      | 1807     | 04° 04′ 48″ S, 145° 02′ 14″ O |
|                 |                     | Mundua-Inseln (Ningau), Vitu-Inseln, Bismarck-Archipel | West New Britain   | Komplexer Vulkan             | unbekannt                 | 179      | 04° 38′ 00″ S, 149° 21′ 00″ O |
| Bild gesucht BW | Musa River          | Neuguinea                                              | Oro                | Thermalquellen               | unbekannt                 | 808      | 09° 18′ 30″ S, 148° 08′ 00″ O |
| Bild gesucht BW | Narage              | Vitu-Inseln, Bismarck-Archipel                         | West New Britain   | Schichtvulkan                | Pleistozän                | 307      | 04° 32′ 49″ S, 149° 06′ 43″ O |
|                 |                     | Niolam (Lihir), Lihir-Inseln, Bismarck-Archipel        | New Ireland        | Komplexer Vulkan             | unbekannt                 | 700      | 03° 07′ 30″ S, 152° 38′ 30″ O |
| Bild gesucht BW | Oiau (Diau)         | Fergusson-Insel, D’Entrecasteaux-Inseln                | Milne Bay          | Schichtvulkan                | ca. 1350                  | 302      | 09° 41′ 00″ S, 150° 52′ 00″ O |
|                 | Pago                | Neubritannien, Bismarck-Archipel                       | West New Britain   | Caldera                      | 2007                      | 742      | 05° 35′ 00″ S, 150° 31′ 00″ O |
|                 | Rabaul              | Neubritannien, Bismarck-Archipel                       | East New Britain   | Caldera                      | 2010                      | 688      | 04° 16′ 15″ S, 152° 12′ 10″ O |
| Bild gesucht BW |                     | Ritter-Insel, Siassi-Inseln, Bismarck-Archipel         | Morobe             | Schichtvulkan                | 2007                      | 140      | 05° 31′ 00″ S, 148° 07′ 15″ O |
| Bild gesucht BW | St.-Andrew-Straße   | Admiralitätsinseln, Bismarck-Archipel                  | Manus              | Komplexer Vulkan             | 1957                      | 270      | 02° 23′ 00″ S, 147° 21′ 00″ O |
|                 |                     | Sakar, Siassi-Inseln, Bismarck-Archipel                | Morobe             | Schichtvulkan                | unbekannt                 | 992      | 05° 24′ 50″ S, 148° 05′ 40″ O |
| Bild gesucht BW | Sessagara Hills     | Neuguinea                                              | Oro                | Vulkanfeld                   | unbekannt                 | 370      | 09° 29′ 00″ S, 149° 08′ 00″ O |
|                 | Sulu Range          | Neubritannien, Bismarck-Archipel                       | West New Britain   | Schichtvulkane               | unbekannt                 | 610      | 05° 30′ 00″ S, 150° 56′ 30″ O |
| Bild gesucht BW | Takuan-Gruppe       | Bougainville, Salomon-Inseln                           | Bougainville       | Komplexer Vulkan             | unbekannt                 | 2210     | 06° 26′ 30″ S, 155° 36′ 30″ O |
| Bild gesucht BW |                     | Tanga-Inseln, Bismarck-Archipel                        | New Ireland        | Schichtvulkan                | Pleistozän                | 472      | 03° 30′ 00″ S, 153° 13′ 00″ O |
|                 | Tavui               | Neubritannien, Bismarck-Archipel                       | East New Britain   | Caldera                      | 5150 v. Chr. ± 1000 Jahre | 200      | 04° 07′ 00″ S, 152° 12′ 00″ O |
| Bild gesucht BW | Tore                | Bougainville, Salomon-Inseln                           | Bougainville       | Lavakegel                    | unbekannt                 | 2200     | 05° 50′ 00″ S, 154° 56′ 00″ O |
| Bild gesucht BW | Trafalgar           | Neuguinea                                              | Oro                | Schichtvulkan                | Pleistozän                | 1495     | 09° 08′ 20″ S, 149° 09′ 14″ O |
|                 | Ulawun              | Neubritannien, Bismarck-Archipel                       | East New Britain   | Schichtvulkan                | 2010                      | 2334     | 05° 03′ 00″ S, 151° 20′ 00″ O |
|                 |                     | Umboi, Siassi-Inseln, Bismarck-Archipel                | Morobe             | Komplexer Vulkan             | unbekannt                 | 1548     | 05° 35′ 20″ S, 147° 52′ 30″ O |
| Bild gesucht BW | Victory             | Neuguinea                                              | Oro                | Schichtvulkan                | 1935 ± 5 Jahre            | 1925     | 09° 12′ 00″ S, 149° 04′ 00″ O |
|                 | Waiowa (Goropu)     | Neuguinea                                              | Oro                | Pyroklastischer Kegel        | 1944                      | 640      | 09° 34′ 00″ S, 149° 04′ 30″ O |
| Bild gesucht BW | Mount Yelia         | Neuguinea                                              | Eastern Highlands  | Schichtvulkan                | unbekannt                 | 3384     | 07° 03′ 00″ S, 145° 51′ 30″ O |
|                 | unbenannt           | Admiralitätsinseln, Bismarck-Archipel                  | Manus              | Submariner Vulkan            | 1972                      | -1300    | 03° 02′ 00″ S, 147° 47′ 00″ O |